# Orbanići (Žminj)
Pour les articles homonymes, voir Orbanići.
Orbanići (en italien : Orbani) est une localité de Croatie située en Istrie, dans la municipalité de Žminj, dans le comitat d'Istrie. En 2001, la localité comptait 93 habitants.

## Démographie
| 1948 | 1953 | 1961 | 1971 | 1981 | 1991 | 2001 |
| ---- | ---- | ---- | ---- | ---- | ---- | ---- |
| 123  | 136  | 103  | 86   | 82   | 92   | 93   |